# Carabias (Segovia)
Carabias ist eine Gemeinde in der spanischen Provinz Segovia. Sie liegt im Süden der Autonomen Region Kastilien und León, an der Nordwestabdachung der Sierra de Guadarrama. Sie hat 54 Einwohner (Stand: 2024). Neben dem gleichnamigen Hauptort Carabias besteht die Gemeinde aus den Ortschaften Ciruelos und Pradales. Bis 2016 war die Gemeinde nach Pradales benannt.

## Geographie
Carabias liegt etwa 68 Kilometer nordöstlich vom Stadtzentrum von Segovia in einer Höhe von ca. 1190 m. Durch die Gemeinde führt die Autovía A-1.
Carabias befindet sich innerhalb der Zone des kontinentalen mediterranen Klimas.

## Bevölkerungsentwicklung
| Jahr      | 1970 | 1981 | 1991 | 2001 | 2011 | 2021 |
| Einwohner | 113  | 83   | 72   | 69   | 54   | 50   |

## Sehenswürdigkeiten
- Kirche Enthauptung des Johannes(Iglesia de San Juan Bautista Degollado) in Carabias
- Kirche Mariä Erscheinung in Pradales
- Kirche Mariä Geburt

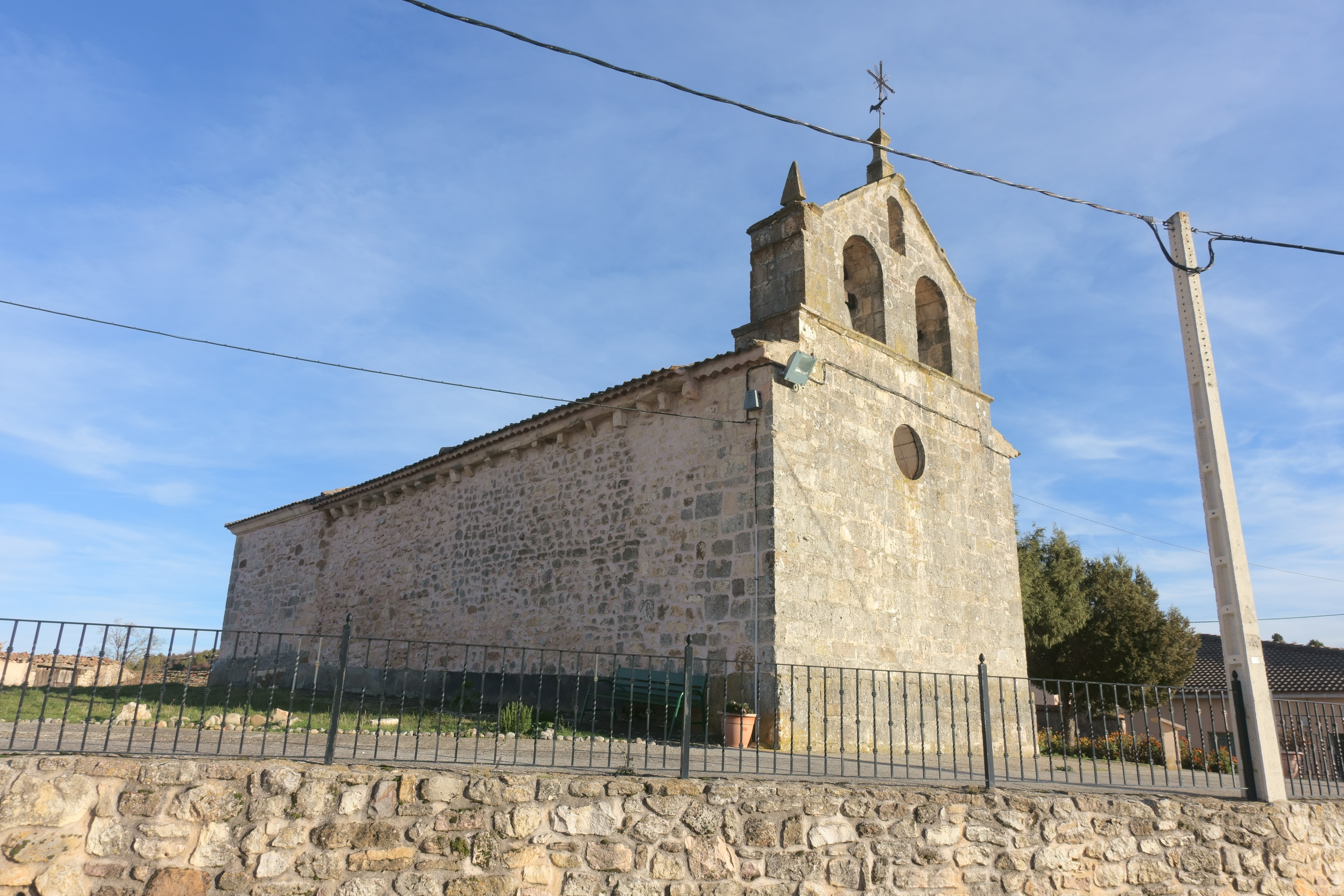
Kirche Enthauptung des Johannes
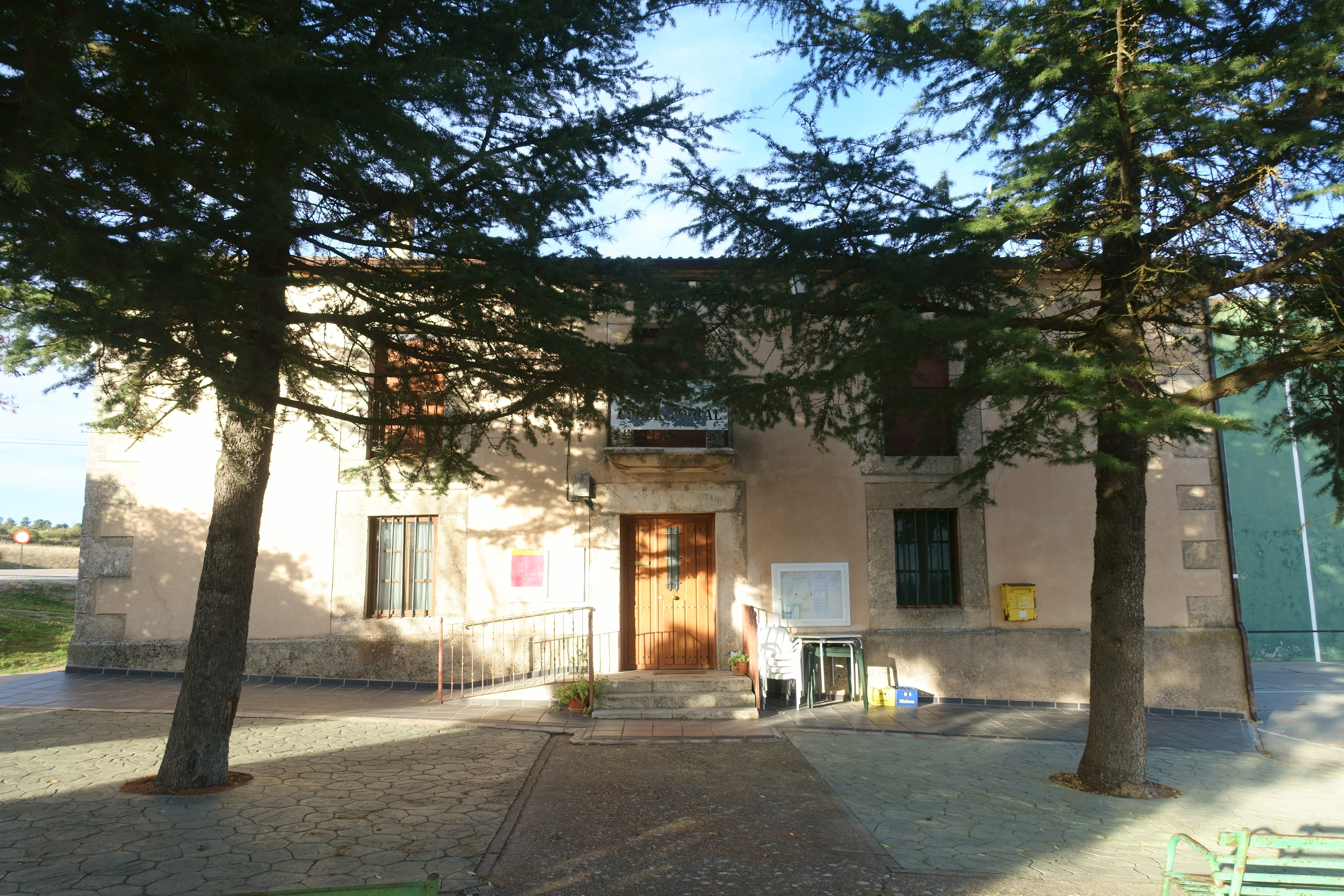
Rathaus